# Heinkel P.1078
El Heinkel P.1078 fue un proyecto de caza alemán de la Segunda Guerra Mundial diseñado en 1944 y presentado a la Competición urgente de cazas compitiendo contra otros diseños. Era un avión de combate monoplaza propulsado por un motor de reacción Heinkel HeS 011, armado con dos cañones MK 108, y una velocidad requerida de 1000 km/h. Fueron diseñadas tres versiones (A, B y C) pero fue descartado en febrero de 1945.

## Desarrollo
Este diseño fue presentado al programa urgente para la construcción de cazas a finales de 1944. Entonces el caza birreactor Messerschmitt Me 262 estaba comenzando a entrar en combate, pero ya se buscaba una segunda generación de cazas de reacción, que se aprovecharían del nuevo motor turborreactor Heinkel-Hirth HeS 011 que pronto iba a ser producido. Las especificaciones del avión requerido fueron emitidas por el OKL (Alto Mando de la Fuerza Aérea), y Heinkel presentó su diseño P.1078 C a la competición por un contrato para su desarrollo o entrada en producción.
Posteriormente fueron presentados todos los diseños a la Competición urgente de cazas. El diseño del Heinkel P.1078 C recibió varias críticas, referentes principalmente a los tanques de combustible desprotegidos en las alas y a la forma corta del fuselaje, que a su juicio, no era adecuado para el vuelo a altas velocidades. También se expresó preocupación por la forma de las alas. Heinkel abandonó todo el trabajo en el P.1078 C después de una reunión entre el 27 y el 28 de febrero de 1945. Una decisión tomada para concentrarse más en los diseños Focke-Wulf Ta 183, Junkers EF 128, Messerschmitt P.1110 y Blohm & Voss P.212.

## Diseño
La versión básica P.1078 A era un avión convencional con alas en flecha. El P.1078 B era un diseño completamente revisado, carecía de cola y tenía dos morros con la toma de aire del motor situada en medio.
El Heinkel P.1078 C tenía un fuselaje ancho y corto construido completamente de metal, que albergaba un único motor de reacción HeS 011. Este motor recibía el aire desde una toma de admisión en el morro del fuselaje a través de un conducto de aire aplanado. Las alas era construidas de madera (para reducir el peso y ahorrar recursos) y contenían todo el suministro de combustible (1450 litros) sin ninguna protección, tenían gran diedro y estaban dispuestas en flecha con un ángulo de 40 grados. Las puntas de las mismas estaban inclinadas hacia abajo con intención de la aeronave tuviese mejores prestaciones en cuanto a velocidad y maniobrabilidad al carecer de estabilizadores verticales. El tren de aterrizaje principal se retraía hacia adelante y se alojaba en los laterales del fuselaje, mientras que la rueda delantera lo hacía hacia atrás al mismo tiempo que se giraba 90° para quedar alojada bajo el conducto de aire. El turborreactor estaba situado en la parte trasera del fuselaje y proporcionaba un empuje de 1300 kg (2866 lbf). El armamento planeado para este caza consistía en dos cañones MK 108 de calibre 30 mm con 100 proyectiles cada uno, y estaban ubicados en los laterales del fuselaje por debajo de la carlinga del piloto.

## Especificaciones (P.1078 C)
Referencia datos: luft46.com

### Características generales
- Tripulación: 1 piloto
- Longitud: 6,1 m (5,13 m el fuselaje)
- Envergadura: 9 m
- Altura: 2,35 m
- Superficie alar: 17,8 m²
- Peso vacío: 2.454 kg
- Peso útil: 1.466 kg
- Peso máximo al despegue: 3.920 kg
- Planta motriz: 1× Turborreactor Heinkel HeS 011.
  - Empuje normal: 1.300 kg 2.866 lbf de empuje.
- Ancho de pista: 1,8 m

### Rendimiento
- Velocidad máxima operativa (Vno): 

  - A nivel del mar: 1.025 km/h
  - A 10.000 m: 770 km/h
- Régimen de ascenso: 29,8 m/s
- Carga alar: 220 kg/m²
- Distancia de despegue:  700 m
- Distancia de aterrizaje: 640 m
- Velocidad de aterrizaje: 182 km/h

### Armamento
- Cañones: 2× MK 108 de calibre 30 mm, con 100 proyectiles cada uno

### Listas relacionadas
- Anexo:Proyectos y prototipos de aviones de la Luftwaffe durante la Segunda Guerra Mundial